# Leucania adjunctella
Leucania adjunctella là một loài bướm đêm trong họ Noctuidae.